# Pseudotiron pervicax
Pseudotiron pervicax är en kräftdjursart som beskrevs av J. L. Barnard 1967. Pseudotiron pervicax ingår i släktet Pseudotiron och familjen Synopiidae. Inga underarter finns listade i Catalogue of Life.